# Artemisia dubia
Artemisia dubia — вид квіткових рослин з родини айстрових (Asteraceae). Поширення: Індія, Китай, Японія, Монголія, Непал, Пакистан, Таїланд, Тибет, В'єтнам. Населяє схили, степи, береги річок, узбіччя доріг, долини, каньйони, лісові узлісся.

## Біоморфологічна характеристика
Це напівкущик заввишки 80–120(180) см, сильно розгалужений. Нижнє листя яйцеподібне або довгасте, 5-роздільне. Середнє стеблове листя яйцеподібне, 5–12 × 3–7(9) см, 5-роздільне; лопаті еліптичні, довгасто-ланцетні або ланцетні, 30–80 × 5–12 мм. Верхнє листя трійчасте, 3-роздільне; листоподібні приквітки цілісні, еліптично-ланцетні або ланцетні. Синцвіття — волоть від вузької до широкої, 15–30 × 10–20 см. Квіткові голови численні, майже сидячі. Обгортка широко яйцеподібна або куляста, 1.5–2 мм у діаметрі; обгорткові листки рідко павутинисто-волосисті, зелені, верхівка гостра. Квіточок 8–20, пурпуруваті. Крайових жіночих квіточок 6–8. Дискових квіточок 2–12, чоловічі; трубка віночка залозиста, верхівка дуже рідко волосиста. Сім'янка коричнева, довгаста або оберненояйцеподібна, 1.25–1.5 мм. Цвітіння та плодіння: серпень — жовтень.